# Vittorio Cramer
Vittorio Cramer, talvolta indicato come Vittorio Kramer (Trieste, 25 settembre 1907 – Roma, 29 luglio 1974), è stato un conduttore radiofonico, doppiatore e attore italiano.
Dotato di una voce inconfondibile, divenne noto agli italiani negli anni della Seconda guerra mondiale come lettore dei bollettini di guerra. Svolse anche l'attività di lettura dei commenti a documentari e film.

## Biografia
Fu assunto come annunciatore all'EIAR alla fine degli anni 1930. Dal 1941 al 1943 lesse alle ore 13 il Bollettino ufficiale del Quartier Generale delle Forze Armate, sull'andamento della guerra, in particolare i fronti su cui combattevano i militari italiani.
Ha svolto anche diverse attività di doppiatore in italiano, quasi esclusivamente come narratore (ad esempio ne La guerra dei mondi), ma anche in tedesco per i ruoli di militari germanici. È stato saltuariamente scritturato anche come attore cinematografico, radiofonico e televisivo.
È morto il 29 luglio 1974 al Policlinico Umberto I di Roma, dove era ricoverato per un male incurabile. È sepolto al Cimitero del Verano.

## L'armistizio

Vittorio Cramer negli studi EIAR di Roma nel 1941

(Intervista su Radiocorriere del 20 novembre 1955)

## Filmografia
- Antonio di Padova, regia di Pietro Francisci (1949)
- Santo disonore, regia di Guido Brignone (1950)
- Inganno, regia di Guido Brignone (1952)
- Wanda, la peccatrice di Duilio Coletti (1955)
- I due sanculotti, regia di Giorgio Simonelli (1966)

## Doppiaggio
- Karl-Otto Alberty in I guerrieri
- Oscar Beregi in Le ultime 36 ore
- Aldo Bettoni in Tripoli, bel suol d'amore
- Theodore Bikel in La regina d'Africa
- Robert Carson in Il più grande spettacolo del mondo
- William Ching in Il diritto di uccidere
- Norman Fell in ...e l'uomo creò Satana
- Craig Hill in Uomini alla ventura
- Richard Loo in Operazione Cicero
- Emile Meyer in Omertà
- Clive Morgan in Rommel, la volpe del deserto
- Richard W. Peterson in Il mostro dei mari
- Henry Rowland in Giungla d'asfalto
- Vittorio Veltroni in Tototarzan
- John Wengraf in Sahara
- Annunciatore televisivo ne La carica dei cento e uno
- Voce narrante in Casablanca, I cavalieri del Nord Ovest, I cavalieri della tavola rotonda, Gli eroi del Pacifico, Il giullare del re, La guerra dei mondi, Le nevi del Chilimangiaro, La ninfa degli antipodi, La legione dei condannati, Maria di Scozia, Mercanti di uomini, Tamara figlia della steppa, Trafficanti di uomini, L'assalto al treno postale, Le avventure e gli amori di Omar Khayyam, Bill il sanguinario, La città assediata, La città atomica, Duello di spie, La gabbia di ferro, Un pizzico di follia, Il ritratto di Jennie, Rivolta al blocco 11, Rocce rosse, La sete del potere, Il mostro della laguna nera, La mantide omicida, Il risveglio del dinosauro, La meteora infernale, Tobor - Il re dei robot, Totò cerca casa, Frine, cortigiana d'Oriente, Non è mai troppo tardi, Biancaneve e i sette ladri, La furia dei barbari , Ragazzo tuttofare, Il cerchio di fuoco, L'aquila del deserto, Mani lorde, La rivolta degli Apaches, Il grande Caruso, Fango sulle stelle, La grande rapina, Forzate il blocco, Quelli della Virginia, La terra dei senza legge, I diavoli alati

## Prosa radiofonica Rai
- L'Imperatore Jones, dramma di Eugene O'Neill, regia di Umberto Benedetto, trasmessa il 29 ottobre 1952.